# Stefán Henrik
Stefán Henrik (Szelle Henrik) (Máriakéménd, 1896. március 7. – Amersee, 1971. szeptember 7.) magyar festőművész, grafikus, pedagógus.

## Életpályája
Stefán Henrik és Ulrich Róza fiaként született földműves családban. Pécsett kezdett tanulni, 1914-ben a Szegedi Magyar Királyi Állami Főreáliskolában érettségizett. A Magyar Képzőművészeti Főiskolán rajztanári oklevelet szerzett 1914–1919 között. 1920-tól tagja volt a modern Pécsi Művészkör képzőművészeti szekciójának. 1921-ben Molnár Farkassal és Johan Hugóval Olaszországba utazott tanulmányútra; Johannes Itten előkészítő tanfolyamán kezdett tanulni a Bauhausban. Olaszországban készült rajzaik alapján 1921–1922 között Molnár Farkassal készítette el az Itália-mappát. 1922-ben részt vett Theo van Doesburg De Stijl kurzusain. 1922-ben hazatért; Törökbálinton bútorműhelyt nyitott. 1925–1928 között újra a Bauhausban tanult, 1928-ban Bajorországban élt. 1929-ben visszatért Pécsre, nevét ekkor Stefánról Szellére magyarosította. 1935–1940 között tájképeket és népéletképeket festett. 1939-ben Pannonhalmán Aba-Novák Vilmos munkatársa volt. 1941-ben újra együtt dolgozott Molnár Farkassal. 1945 után családjával Németországba távozott. 1946-ban Wiedenbrückben, majd 1948–1961 között a Gelsenkirchen melletti Buerban tanított.

## Művei
- Szamaritánus (Az irgalmas szamaritánus) (1920)
- Monte Venere (1921)
- Itália-mappa (1921-1922)
- Kocsma (1932)
- Hősök kapuja (Szeged, 1937)
- Család (Pécs)